# Robert Picardo
Robert Picardo (Filadelfia, 27 de octubre de 1953) es un actor estadounidense nominado al premio Emmy. Es conocido por sus interpretaciones del Dr. Dick Richards en China Beach de ABC, del Emergency Medical Hologram (EMH), también denominado El Doctor, en Star Trek: Voyager de UPN, el vaquero en Innerspace, Joe "The Meat Man" Morton en Home Improvement, el entrenador Cutlip en The Wonder Years y Richard Woolsey en Stargate SG-1 y Stargate Atlantis.

## Biografía

### Primeros años
Picardo nació en Filadelfia, Pensilvania, siendo hijo de Joe Picardo. Tiene ascendencia italiana, su familia paterna es originaria de Nápoles y la materna proveniente de Bomba en Abruzzo. Se graduó de la Escuela William Penn Charter en 1971 y originalmente entró a la Universidad de Yale como un estudiante premédico, pero optó en su lugar por actuar. Mientras estuvo en Yale, fue miembro de la Sociedad de Orpheus & Bacchus, grupo de cantantes a capela pregraduados. En Broadway, apareció en las obras Gemini (1977) y Tribute (1978).

### Carrera
Picardo hizo su debut en largometrajes como Eddie Quist, el asesino en serie-hombre lobo en la película de Joe Dante The Howling (1981). También tuvo un rol recurrente en la sitcom Alice. En 1985 actuó en la película de ciencia ficción Explorers, y posteriormente apareció en otras películas de Dante como The 'Burbs, Looney Tunes: Back in Action, Gremlins 2: The New Batch, Small Soldiers (donde interpretó un papel menor como Ralph, el científico responsable de la creación de los microprocesadores de municiones serie X-1000 que fueron parte central de la trama), e Innerspace, como el "Vaquero". Además tuvo un pequeño rol como el director de una funeraria en Amazon Women on the Moon de John Landis. Fue la voz de Pfish en los dos cortos de Pfish & Chip que se vieron durante el show What-A-Cartoon! transmitido por Cartoon Network. Picardo también dio su voz al Johnny Cab robótico de Total Recall.
Desde 1995 a 2001, él desempeñó el papel de "Emergency Medical Hologram" (EMH) y "Emergency Command Hologram" (ECH) en la serie de TV Star Trek: Voyager. En 2001, hizo una actuación especial en el episodio de la serie 7 Días llamado "Revelation", haciendo el papel de un viajero en el tiempo venido de 7 años en el futuro. En 2004, comienza a interpretar el rol recurrente del miembro del IOA Richard Woolsey en Stargate SG-1 y Stargate Atlantis. Su primera aparición fue en el episodio "Heroes II". 
En 2007, interpreta a un profesor en Ben 10: Carrera contra el tiempo. Ese mismo año, protagoniza el filme independiente de Russ Emanuel P.J., junto a John Heard y Vincent Pastore.  Picardo recientemente participó en Chasing the Green de Russ Emanuel, junto a William Devane, Jeremy London y Ryan Hurst. En 2007 y 2008, participó en Star Trek: The Music, un tour multi-ciudad junto a John de Lancie. Picardo y de Lancie narraron alrededor de la ejecución orquestal, explicando la historia de la música en Star Trek.
Picardo también tuvo apariciones en E-Ring como un reportero en el Pentágono, en Cold Case como un padre enfurecido, y como un agente de policía en CSI: NY. Aparte de la actuación, Picardo es miembro de la junta directiva del Consejo Asesor de la Sociedad Planetaria, donde ha servido desde fines de 1990. En 2002, escribió el libro The Hologram's Handbook, publicado por Pocket Books. Otros incluyen la participación en Mass in D de Leonard Bernstein, durante su viaje de estreno europeo, junto a la Sociedad de Orpheus & Bacchus de la Universidad de Yale, un grupo cantante de a capela como un pregraduado, además de lo cual ha aparecido en docenas de series de televisión y películas como Our Last Days As Children.
El 5 de febrero de 2008, se anunció que Picardo se uniría al reparto regular a tiempo completo de Stargate Atlantis para la quinta y final temporada de la serie, asumiendo el papel del comandante de misión de la Expedición Atlantis. Recientemente, Picardo hizo la voz de Loki en el videojuego de Xbox 360 Too Human. En 2009, también apareció en Pushing Daisies, Chuck y Castle. Además actuó en episodios de Home Improvement como el nuevo amigo que trata de ser el mejor amigo de Tim Taylor, pero que a menudo rompe cosas, molesta a Tim o le causa problemas.

### Vida privada
Picardo estuvo casado con Linda Pawlik desde 1984 hasta 2012 y tiene dos hijas de ese matrimonio, Gina y Nikky.
Picardo es un miembro de la Sociedad Planetaria, con su constante voz pregrabada apareciendo en la "Radio Planetario".
Se ha rumoreado que Picardo es aficionado a los dulces, aunque recientemente negó cualquier deseo de abrir una tienda de dulces durante una entrevista con Gateworld.

## Filmografía

### Cine
| Año  | Título                                 | Rol                                             | Notas                                             |
| ---- | -------------------------------------- | ----------------------------------------------- | ------------------------------------------------- |
| 1981 | Aullidos                               | Eddie Quist                                     |                                                   |
| 1983 | Star 80                                | Entrevistador                                   |                                                   |
| 1983 | ¡Qué locura!                           | O'Connell                                       |                                                   |
| 1984 | Oh, God! You Devil                     | Joe Ortiz                                       |                                                   |
| 1985 | Exploradores                           | Starkiller / Wak / Padre de Wak y Neek          |                                                   |
| 1985 | Leyenda                                | Meg Mucklebones                                 |                                                   |
| 1986 | Regreso a la escuela                   | Giorgio                                         |                                                   |
| 1987 | Munchies                               | Bob Marvalle                                    |                                                   |
| 1987 | El chip prodigioso                     | El Vaquero                                      |                                                   |
| 1987 | Mujeres amazonas en la luna            | Rick Raddnitz (segmento "Asa a tu ser querido") |                                                   |
| 1988 | El regreso de Jack                     | Dr. Carlos Battera                              |                                                   |
| 1988 | Estamos muertos... ¿o qué?             | Teniente Herzog                                 |                                                   |
| 1988 | 976: El teléfono del infierno          | Mark Dark                                       |                                                   |
| 1989 | No matarás... al vecino                | Basurero                                        |                                                   |
| 1989 | Loverboy                               | Dr. Reed Palmer                                 |                                                   |
| 1990 | Desafío total                          | Johnnycab                                       | Voz y apariencia                                  |
| 1990 | Gremlins 2: La nueva generación        | Forster                                         | Nominado–Premio Saturno al mejor actor de reparto |
| 1991 | Tres mujeres para un caradura          | Teléfono                                        | Voz, sin créditos                                 |
| 1991 | Frame Up                               | Frank Govers                                    |                                                   |
| 1991 | Samantha                               | Neil Otto / Sr. Samantha                        |                                                   |
| 1991 | Motorama                               | Jerry                                           |                                                   |
| 1993 | Matinee                                | Howard                                          |                                                   |
| 1994 | Caravana al Este                       | Ben Wheeler                                     |                                                   |
| 1994 | El guardián de las palabras            | Pirata                                          | Voz                                               |
| 1996 | Star Trek: Primer contacto             | Doctor Holográfico                              |                                                   |
| 1997 | La mente de Menno                      | Senador Taylor                                  |                                                   |
| 1998 | Pequeños guerreros                     | Ralph                                           |                                                   |
| 2000 | Las chicas Amati                       | Doctor de Grace                                 |                                                   |
| 2002 | Hasta la mañana                        | Brad Scott                                      |                                                   |
| 2003 | Looney Tunes: De nuevo en acción       | VP de Acme, Preguntas Retóricas                 |                                                   |
| 2008 | Universal Signs                        | Padre Joe                                       |                                                   |
| 2009 | Chasing the Green                      | Dave Foxx                                       |                                                   |
| 2010 | Quantum Quest: A Cassini Space Odyssey | Milton                                          | Voz                                               |
| 2010 | Mega Shark Versus Crocosaurus          | Almirante Calvin                                | Directo a vídeo                                   |
| 2011 | La Navidad aventurera de Beethoven     | Smirch                                          | Directo a vídeo                                   |
| 2012 | Camilla Dickinson                      | Sr. Stephanowski                                |                                                   |
| 2012 | La rebelión de Atlas: 2ª parte         | Dr. Robert Stadler                              |                                                   |
| 2014 | Don't Blink                            | Hombre de Negro                                 |                                                   |
| 2015 | Star Trek: Renegades                   | Dr. Lewis Zimmerman                             |                                                   |
| 2015 | Una madre imperfecta                   | Cos                                             |                                                   |
| 2016 | ¡Ave, César!                           | Rabino                                          |                                                   |
| 2016 | Unbelievable!!!!!                      | Boris, Dr. Nontu Soon, Presentador de Premios   |                                                   |
| 2018 | La magia de creer                      | Sr. Wentworth                                   |                                                   |
| 2022 | MEAD                                   | Almirante Gillette                              |                                                   |
| 2022 | Confiesa, Fletch                       | Conde Clementi Arbogastes De Grassi             |                                                   |
| TBA  | Werewolf Game                          | TBA                                             |                                                   |

### Televisión
| Año        | Título                                           | Rol                                                             | Notas |
| ---------- | ------------------------------------------------ | --------------------------------------------------------------- | --- |
| 1977       | Kojak                                            | Thomas Rindone                                                  | 2 episodios |
| 1979       | Taxi                                             | Philip Polevoy                                                  | Episodio: "Nardo pierde sus canicas" |
| 1980       | The Dream Merchants (miniserie)                  | Mark Kessler                                                    | 2 episodios |
| 1982       | Silver Spoons                                    | Louis Morgan                                                    | Episodio: "Piloto" |
| 1982–84    | Alice                                            | Freddie, Oficial Maxwell                                        | 8 episodios |
| 1983       | Archie Bunker's Place                            | Larry Burnett                                                   | Episodio: "Capitán Vídeo" |
| 1983       | It Takes Two                                     | Chad Hunter                                                     | Episodio: "Parece malo, se siente bien" |
| 1983       | La otra mujer                                    | Chuchi                                                          | Película de televisión |
| 1984       | Steambath                                        | Rod Tandy                                                       | 6 episodios |
| 1986       | Las chicas de oro                                | Doctor Revell                                                   | Episodio: "La operación" |
| 1986       | Benson                                           | Richard Alan Tracy                                              | Episodio: "Asesinato en serie: Parte 1" |
| 1986       | Hardcastle and McCormick                         | Manny                                                           | Episodio: "Hermano, ¿puedes perdonar un crimen?" |
| 1986       | Cuentos asombrosos                               | Tony Sepulveda                                                  | Episodio: "¡Bu!" |
| 1986       | El espantapájaros y la señora King               | Randall Skylar                                                  | Episodio: "Tres pequeños espías" |
| 1986       | Throb                                            | Todd                                                            | Episodio: "Piloto" |
| 1987       | Roses Are for the Rich                           | Durant                                                          | Película de televisión |
| 1987       | 21 Jump Street                                   | Ralph Buckley                                                   | Episodio: "Hay que terminar el riff" |
| 1987       | El hombre que cayó a la tierra                   | Agente Richard Morse                                            | Película de televisión |
| 1987       | Bates Motel                                      | Dr. Goodman                                                     | Película de televisión |
| 1987       | Private eye                                      | Eddie Rosen                                                     | Episodio: "Piloto" |
| 1987       | Mr. President (serie de televisión)              | Reinbeck                                                        | Episodio: "Un poco dolorido del Armagedón" |
| 1987       | St. Elsewhere                                    | Eli Muzzy                                                       | Episodio: "Pesarse, salir corriendo" |
| 1987, 1991 | La ley de Los Ángeles                            | John Dunphy                                                     | 2 episodios |
| 1988–91    | Aquellos maravillosos años                       | Entrenador Cutlip                                               | 15 episodios Nominado al Premio Emmy Primetime al mejor actor invitado en serie de comedia Nominado al Premio de los espectadores por la calidad de la televisión al mejor jugador especial |
| 1988–91    | China Beach                                      | Dr. Dick Richard                                                | 54 episodios Nominado al Premio de los espectadores por la calidad de la televisión al mejor actor de reparto en una serie de drama de calidad (1990–91)                                    |
| 1989       | The Cover Girl and the Cop                       | Cita de Denise                                                  | Película de televisión |
| 1989       | Newhart                                          | Terry                                                           | Episodio: "La niña de los fósforos" |
| 1991       | Abuso de confianza                               | Raymond Gilmore                                                 | Película de televisión |
| 1992       | Especial escolar de CBS                          | Paul Lance                                                      | Episodio: "Dos adolescentes y un bebé" |
| 1992       | Capitol Critters                                 | Voces adicionales                                               | Episodio: "Los disturbios de los KiloWatts" |
| 1992       | Las brujas de Eastwick                           | Raymond Gentry                                                  | Película de televisión |
| 1992       | The Powers That Be                               | Larry Yablonsky                                                 | Episodio: "La gran decisión de Sophie" |
| 1992–93    | Dinosaurios                                      | Ted, Musa, Empleado                                             | Voz, 3 episodios |
| 1993       | Batman: La serie animada                         | Eddie G.                                                        | Voz, episodio: "El hombre que mató a Batman" |
| 1993       | Las aventuras de Brisco County Jr.               | Puel                                                            | Episodio: "El erudito del orbe" |
| 1993       | Un chapuzas en casa                              | Joe Morton                                                      | 2 episodios |
| 1993       | Marina Oswald (serie de televisión)              | David Lifton                                                    | Película de televisión |
| 1993       | Historias de la cripta                           | Frank Bobo                                                      | Episodio: "Hasta que la muerte nos separe" |
| 1994       | La vengaza de los novatos IV: Novatos enamorados | Chad Penrod                                                     | Película de televisión |
| 1994       | White Mile                                       | Tom Horton                                                      | Película de televisión |
| 1994       | Rebel Highway                                    | Sr. Ed Cahn                                                     | Episodio: "Hijas fugitivas" |
| 1995       | Urgencias                                        | Abraham Zimble                                                  | Episodio: "Días como este" |
| 1995       | Dos tontos muy tontos (serie animada)            | Coronel Drab, Voz de la torre de control, Jefe, Cocinero        | Voz, 2 episodios |
| 1995, 1997 | ¡Vaya un dibujo!                                 | Pfish                                                           | Voz, 2 episodios |
| 1995–2001  | Star Trek: Voyager                               | Holograma Médico de Emergencia (El doctor), Dr. Lewis Zimmerman | 166 episodios Nominado al Premio Saturno al mejor actor de reparto en televisión |
| 1996       | The Savage Dragon                                | Voces adicionales                                               | 13 episodios |
| 1997       | Star Trek: Espacio profundo nueve                | Dr. Lewis Zimmerman                                             | Episodio: "Doctor Bashir, supongo?" |
| 1997       | La segunda guerra civil                          | Godfrey                                                         | Película de televisión |
| 1997       | Edición anterior                                 | Doctor                                                          | Episodio: "Fe" |
| 1998       | Más allá del límite                              | Emmet Harley                                                    | Episodio: "Sarcófago" |
| 1998       | Vaca y Pollo                                     | Presidente, Narrador                                            | Voz, episodio: "101 usos para Vaca y Pollo" |
| 1999       | Ally McBeal                                      | Barry Philbrick                                                 | Episodio: "Ilusiones de amor" |
| 2000       | Buzz Lightyear: Guardianes del espacio           | Profesor Reddschift                                             | Voz, episodio: "Primeras misiones" |
| 2001       | Siete días                                       | Mayor Michael McGrath                                           | Episodio: "Revelación" |
| 2001       | Frasier                                          | Charlie Koechner                                                | Episodio: "Un matón para Martin" |
| 2002       | Crossing Jordan                                  | Padre Bruno Casnelli                                            | Episodio: "Milagros y maravillas" |
| 2002       | Las macabras aventuras de Billy y Mandy          | Comando Bacalao                                                 | Voz, episodio: "El pastel que amaba" |
| 2002       | The Practice                                     | Dr. Edmunds                                                     | Episodio: "Especies vecinas" |
| 2002–03    | Liga de la Justicia                              | Blackhawk, Amazo                                                | Voz, 4 episodios |
| 2003       | Sabrina, cosas de brujas                         | Bob Jacobs                                                      | 2 episodios |
| 2003       | La zona muerta                                   | Mitch McMurty                                                   | Episodio: "La tormenta" |
| 2003       | El clan de los rompehuesos                       | Det. Nick Traub                                                 | 7 episodios |
| 2004       | El ala oeste de la Casa Blanca                   | E. Bradford Shelton                                             | Episodio: "Los supremos" |
| 2004       | Liga de la Justicia Ilimitada                    | Amazo                                                           | Voz, 2 episodios |
| 2004–07    | Stargate SG-1                                    | Richard Woolsey                                                 | 7 episodios |
| 2005       | Los 4400                                         | Trent Appelbaum                                                 | Episodio: "El peso del mundo" |
| 2005       | Maestros del horror                              | Kurt Rand                                                       | Episodio: "Regreso a casa" |
| 2005–06    | E-Ring                                           | Larry Kincaid                                                   | 4 episodios |
| 2006       | The O.C.                                         | Bill Merriam                                                    | Episodio: "El agitador de ollas" |
| 2006       | Eve                                              | Profesor Dunson                                                 | Episodio: "Para el señor, con mamá" |
| 2006       | Ben 10                                           | Alien líder                                                     | Voz, episodio: "La gran garrapata" |
| 2006–09    | Stargate Atlantis                                | Richard Woolsey                                                 | 26 episodios |
| 2007       | Caso abierto                                     | Arthur Lennox                                                   | Episodio: "Levantar el puño" |
| 2007       | The Closer                                       | Sr. Sheffield                                                   | Episodio: "Salvar la cara" |
| 2007       | CSI: Nueva York                                  | Sheriff Benson                                                  | Episodio "Bu" |
| 2007       | El club contra el crimen                         | Allen Douglas                                                   | Episodio: "Abuelas, armas y mentas de amor" |
| 2007       | Ben 10: Carrera contra el tiempo                 | Director White                                                  | Película de televisión |
| 2008       | Smallville                                       | Edward Teague                                                   | 2 episodios |
| 2009       | Chuck                                            | Dr. Howard Busgang                                              | Episodio: "Chuck contra el arma letal" |
| 2009       | Criando malvas                                   | Detective Puget                                                 | 2 episodios |
| 2009–10    | Castle                                           | Dr. Clark Murray                                                | 2 episodios |
| 2010       | Justified                                        | Karl Hanselman                                                  | Episodio: "La colección" |
| 2010       | Persons Unknown                                  | Hombre de cabello plateado                                      | Episodio: "Sombras en la cueva" |
| 2010       | Monsterwolf                                      | Stark                                                           | Película de televisión |
| 2010       | Sobrenatural                                     | Wayne Whittaker Jr.                                             | Episodio: "Aplaude si crees" |
| 2011       | No Ordinary Family                               | Subdirector Nance                                               | Episodio: "No un animal ordinario" |
| 2011       | Stargate Universe                                | Richard Woolsey                                                 | Episodio: "Incautación" |
| 2011       | United States of Tara                            | Dr. Smolow                                                      | Episodio: "Bryce jugará" |
| 2011       | NTSF:SD:SUV                                      | Damian                                                          | Episodio: "Bailando toda la noche" |
| 2012       | La ley de Harry                                  | Psiquiatra de Annie                                             | Episodio: "Sueños de gorilas" |
| 2012       | El cuerpo del delito                             | Henry Pedroni                                                   | Episodio: "De sangre fría" |
| 2012       | Femme Fatales                                    | Hieronymus Hawks                                                | Episodio: "Ciencia mala" |
| 2012       | Austin & Ally                                    | Dr. Grant                                                       | Episodio: "Éxitos y fracasos" |
| 2012–13    | El mentalista                                    | Jason Cooper                                                    | 4 episodios |
| 2013       | Finales felices                                  | Sr. Logan                                                       | Episodio: "El bromista matrimonial" |
| 2013       | La lista de clientes                             | Juez Hughes                                                     | Episodio: "Mi principal juicio está por venir" |
| 2013       | Jessie                                           | Cyril Lipton                                                    | Episodio: "Ser o no ser yo" |
| 2013       | Hawaii Five-0                                    | Agente de la CIA                                                | Episodio: "Olelo Pa'a" |
| 2013       | Perception                                       | A. Z. Weyland                                                   | Episodio: "Alienación" |
| 2014       | Bones                                            | Dr. Lawrence Rozran                                             | Episodio: "La heredera en la colina" |
| 2015       | Aquarius                                         | Neil Jacobs                                                     | Episodio: "Un tono más blanco de pálido" |
| 2015       | Significant Mother                               | Dr. Robert Richter                                              | Episodio: "¿Quién es tu papá?" |
| 2016       | Suspense                                         | Arnold Keene                                                    | Episodio: "La sombra en la pantalla" |
| 2016       | Lucifer                                          | Yuri                                                            | Episodio: "Partes de mujer" |
| 2016       | Salem                                            | Sr. Stoughton                                                   | Episodio: "Agentes nocturnos" |
| 2017       | The Good Fight                                   | Alan Mannheim                                                   | Episodio: "Primera semana" |
| 2017       | Justice League Action                            | Harvey Dent / Dos Caras                                         | Voz, episodio: "Doble cruz" |
| 2017       | El último magnate                                | Leopold Ferber                                                  | Episodio: "Eine Kleine Reichmusik" |
| 2017–18    | Anatomía de Grey                                 | Sr. Nelligan                                                    | 2 episodios |
| 2017, 2019 | The Orville                                      | Ildis Kitan                                                     | 2 episodios |
| 2019       | Schooled                                         | Él mismo                                                        | Episodio: "Dinero para RENT" |
| 2019       | Hot Streets                                      | El conserje                                                     | Voz, episodio: "Los maestros de la luna" |
| 2019       | The Flash                                        | Dexter Myles                                                    | 2 episodios |
| 2019       | The Code                                         | Coronel Zugler                                                  | 2 episodios |
| 2019–21    | Dickinson                                        | Ithamar Conkey                                                  | 10 episodios |
| 2020       | Space Command                                    | Yusef Sekander                                                  | 3 episodios |
| 2020       | Station 19                                       | Sr. Nelligan                                                    | Episodio: "Nada parece lo mismo" |
| 2020       | The Family Business                              | Bernie                                                          | 2 episodios |
| 2022       | CSI: Vegas                                       | Carlo Rey                                                       | Episodio: "Quemado" |
| 2023       | NCIS                                             | Dale Harding                                                    | Episodio: "Demasiados cocineros" |
| 2023       | Quantum Leap                                     | Dr. Edwin Woolsey                                               | Episodio: "Saltar. Morir. Repetir." |
| 2023       | Una Navidad en Biltmore                          | Harold Balaban                                                  | Película de televisión |
| 2023       | Star Trek: Prodigy                               | El Doctor                                                       | Temporada 2 |
| 2024       | El joven Sheldon                                 | Profesor Salzman                                                | Episodio: "Una ruleta y un perro que toca el piano" |

### Videojuegos
| Año  | Título                                  | Rol                                           | Notas                                                |
| ---- | --------------------------------------- | --------------------------------------------- | ---------------------------------------------------- |
| 2000 | Star Trek: Voyager – Elite Force        | Holograma Médico de Emergencia                |                                                      |
| 2007 | Piratas del Caribe: En el fin del mundo | Ciudadanos de Singapur                        |                                                      |
| 2008 | Too Human                               | Loki                                          |                                                      |
| 2010 | Star Trek Online                        | El Doctor                                     | [ 6 ]                                                |
| 2010 | Call of Duty: Black Ops                 | Robert McNamara                               | También captura de movimiento                        |
| 2012 | Call of Duty: Black Ops II              | Erik Breighner                                | También captura de movimiento                        |
| 2015 | Call of Duty: Black Ops III             | Shadowman, Sebastian Krueger, Robert McNamara | También captura de movimiento para Sebastian Krueger |
| 2015 | Fallout 4                               | Alan Binet, Científico de Vault-Tec           | [ 6 ]                                                |
| 2018 | Call of Duty: Black Ops 4               | Robert McNamara, Shadowman                    | Aparece en Sangre de los muertos                     |
| TBA  | Hellraid                                |                                               |                                                      |